# Clairance rénale
[réf. nécessaire]
La clairance rénale est une mesure physiologique évaluant l'excrétion d'une ou plusieurs substances filtrées, réabsorbées voire excrétées par le rein. Elle se définit comme étant le volume de plasma virtuel épuré par unité de temps par le rein rapporté a une surface corporelle (usuellement 1,73 m2 chez l'être humain). La clairance est la capacité d'un tissu, organe ou organisme à éliminer une substance donnée d'un liquide biologique (le sang, la lymphe, etc.). Au niveau rénal, la clairance est le reflet de la fonction d'épuration du système urinaire. 
La clairance de la créatinine, ayant un intérêt dans la mesure du débit de filtration glomérulaire, marqueur de l'activité rénale, est très fréquemment évaluée, notamment grâce à la Formule de Cockcroft & Gault et/ou la Formule MDRD (habituellement Cockroft & Gault lorsque le sujet est âgé de moins de 65 ans, selon MDRD lorsqu'il a au moins 65 ans). La créatinine a en effet plusieurs avantages : il s'agit d'une substance endogène (donc ne nécessitant pas d'injection intraveineuse comme c'est le cas pour l'inuline), relativement stable dans l'organisme, filtrée entièrement par les reins, et non réabsorbée par les tubules du néphron. Elle est en revanche sécrétée en faible quantité par les dits tubules, ce qui implique donc une légère majoration du débit de filtration glomérulaire lors des mesures. 
On considère généralement que la substance idéale pour mesurer avec précision le débit de filtration glomérulaire est l'inuline : une substance polysaccharidique exogène (non fabriquée par l'organisme, donc exclusivement apportée par injection intraveineuse, avec tous les risques infectieux que cela suppose), entièrement filtrée par le glomérule rénal, et n'étant ni réabsorbée ni sécrétée dans les tubules, à la différence de la créatinine. 
On étudie aussi fréquemment la clairance d'autres substances (médicaments par exemple), en particulier dans les cas d'insuffisance rénale liées à des néphropathies glomérulaires.